# Lollipop (Mika)
Lollipop is een single van de Libanese-Engelse zanger Mika van het album Life in Cartoon Motion. In Nederland werd de single in 2008 uitgebracht. In het Verenigd Koninkrijk echter werd de single eerder uitgebracht als dubbele A-kant met Relax, Take It Easy.
Het lied is een boodschap aan Mikas jongere zusje, om haar te waarschuwen voor de "grote jongens" en gaat over het te vroeg hebben van seks. Mika vertelt dat hij heel veel plezier had in het schrijven van dit nummer.

## Tracklist

### Maxi-single
1. Relax, Take It Easy (Radio Edit)
2. Lollipop (Live from L'Olympia Paris)
3. I Want You Back (Live from L'Olympia Paris)
4. Relax, Take It Easy (Dennis Christopher Remix Radio Edit)
5. Lollipop (Fred Deakin's Fredmix)

### Cd-single
1. Relax, Take It Easy (New Radio Edit)
2. Lollipop

### USB Memory Stick
1. Relax, Take It Easy (New Radio Edit)
2. Lollipop
3. Relax, Take It Easy (Alpha Beat Remix)
4. Relax, Take It Easy (Frank Musik Mix)
5. Relax, Take It Easy (Ashley Beedle's Castro Vocal Discomix)
6. Relax, Take It Easy (Video - Live In Paris (5.1 Surround)
7. Lollipop (Video - 16:9 Bunny Action)

## Hitnotering
| Lollipop in de Nederlandse Top 40 – binnen 3 mei 2008 | Lollipop in de Nederlandse Top 40 – binnen 3 mei 2008 | Lollipop in de Nederlandse Top 40 – binnen 3 mei 2008 | Lollipop in de Nederlandse Top 40 – binnen 3 mei 2008 | Lollipop in de Nederlandse Top 40 – binnen 3 mei 2008 | Lollipop in de Nederlandse Top 40 – binnen 3 mei 2008 | Lollipop in de Nederlandse Top 40 – binnen 3 mei 2008 | Lollipop in de Nederlandse Top 40 – binnen 3 mei 2008 | Lollipop in de Nederlandse Top 40 – binnen 3 mei 2008 | Lollipop in de Nederlandse Top 40 – binnen 3 mei 2008 | Lollipop in de Nederlandse Top 40 – binnen 3 mei 2008 | Lollipop in de Nederlandse Top 40 – binnen 3 mei 2008 | Lollipop in de Nederlandse Top 40 – binnen 3 mei 2008 | Lollipop in de Nederlandse Top 40 – binnen 3 mei 2008 |
| Week                                                  | 1                                                     | 2                                                     | 3                                                     | 4                                                     | 5                                                     | 6                                                     | 7                                                     | 8                                                     | 9                                                     | 10                                                    | 11                                                    | 12                                                    |                                                       |
| ----------------------------------------------------- | ----------------------------------------------------- | ----------------------------------------------------- | ----------------------------------------------------- | ----------------------------------------------------- | ----------------------------------------------------- | ----------------------------------------------------- | ----------------------------------------------------- | ----------------------------------------------------- | ----------------------------------------------------- | ----------------------------------------------------- | ----------------------------------------------------- | ----------------------------------------------------- | ----------------------------------------------------- |
| Nummer                                                | 39                                                    | 23                                                    | 16                                                    | 14                                                    | 14                                                    | 13                                                    | 14                                                    | 15                                                    | 20                                                    | 21                                                    | 24                                                    | 36                                                    | uit                                                   |

| Lollipop in de Nederlandse Single Top 100 – binnen 10 mei 2008 | Lollipop in de Nederlandse Single Top 100 – binnen 10 mei 2008 | Lollipop in de Nederlandse Single Top 100 – binnen 10 mei 2008 | Lollipop in de Nederlandse Single Top 100 – binnen 10 mei 2008 | Lollipop in de Nederlandse Single Top 100 – binnen 10 mei 2008 | Lollipop in de Nederlandse Single Top 100 – binnen 10 mei 2008 | Lollipop in de Nederlandse Single Top 100 – binnen 10 mei 2008 | Lollipop in de Nederlandse Single Top 100 – binnen 10 mei 2008 | Lollipop in de Nederlandse Single Top 100 – binnen 10 mei 2008 | Lollipop in de Nederlandse Single Top 100 – binnen 10 mei 2008 | Lollipop in de Nederlandse Single Top 100 – binnen 10 mei 2008 | Lollipop in de Nederlandse Single Top 100 – binnen 10 mei 2008 | Lollipop in de Nederlandse Single Top 100 – binnen 10 mei 2008 | Lollipop in de Nederlandse Single Top 100 – binnen 10 mei 2008 | Lollipop in de Nederlandse Single Top 100 – binnen 10 mei 2008 |
| Week                                                           | 1                                                              | 2                                                              | 3                                                              | 4                                                              | 5                                                              | 6                                                              | 7                                                              | 8                                                              | 9                                                              | 10                                                             | 11                                                             | 12                                                             | 13                                                             |                                                                |
| -------------------------------------------------------------- | -------------------------------------------------------------- | -------------------------------------------------------------- | -------------------------------------------------------------- | -------------------------------------------------------------- | -------------------------------------------------------------- | -------------------------------------------------------------- | -------------------------------------------------------------- | -------------------------------------------------------------- | -------------------------------------------------------------- | -------------------------------------------------------------- | -------------------------------------------------------------- | -------------------------------------------------------------- | -------------------------------------------------------------- | -------------------------------------------------------------- |
| Nummer                                                         | 66                                                             | 46                                                             | 34                                                             | 26                                                             | 20                                                             | 29                                                             | 29                                                             | 57                                                             | 59                                                             | 43                                                             | 50                                                             | 54                                                             | 76                                                             | uit                                                            |